# Lutselk'e Airport
Lutselk'e Airport är en flygplats i Kanada.   Den ligger i territoriet Northwest Territories, i den centrala delen av landet, 2 900 km nordväst om huvudstaden Ottawa. Lutselk'e Airport ligger 179 meter över havet. Den ligger vid sjön Stark Lake.
Terrängen runt Lutselk'e Airport är huvudsakligen platt, men åt nordost är den kuperad. Trakten runt Lutselk'e Airport är nära nog obefolkad, med mindre än två invånare per kvadratkilometer..
Omgivningarna runt Lutselk'e Airport består huvudsakligen av skogstundra.